# Himalayan Districts of the North-western Provinces of India
Himalayan Districts of the North-western Provinces of India (abreviado Himalayan Districts N.W. Prov. India) fue una revista científica con ilustraciones y descripciones botánicas  que fue publicada en Prayagraj desde 1882 hasta 1886. Los tres primeros números llevaban el nombre de Gazetteer, North-Western Provinces (of India).